# Серийные убийства девушек в Сьютленде
Серийные убийства девушек в Сьютленде — серия убийств пяти девушек, совершенных в период с октября 1986 года по январь 1987 года на территории невключенной территории Сьютленд, штат Мэриленд, которая расположена на расстоянии 1.6 километров от столицы США - Вашингтона и де-факто является его юго-восточным пригородом. Все жертвы являлись темнокожими молодыми девушками. В ходе дальнейшего расследования в число подозреваемых  попал житель Вашингтона, который впоследствии был осужден за совершение убийства девушки, которая официально не была включена в число жертв серийного убийцы. Из-за схожести методов совершения убийств, этот человек остался в числе подозреваемых в совершении серии убийств. В сентябре 1987 года после ареста подозреваемого, аналогичная серия из четырех убийств девушек была совершена на территории города Вашингтон. Несмотря на то, что в совершении всех 9 убийств преступник продемонстрировал выраженный ему образ действия, официально было объявлено, что серия убийств в Вашингтоне не была связана с серией убийств в Сьютленде и убийства в действительности были совершены разными преступниками, что ставилось под сомнение и многими оспаривалось.

## Хронология событий
В качестве жертв преступник выбирал молодых темнокожих  девушек астенического телосложения, невысокого роста с короткой стрижкой.
Первой жертвой стала 20-летняя Дороти Миллер, чье тело было найдено в лесистой местности на территории Сьютленда 13 декабря 1986 года. В ходе расследования, в результате судебно-гистологической экспертизы было установлено, что девушка перед смертью была изнасилована в извращенной форме, но причиной ее смерти являлась передозировка наркотическими средствами. 12 января 1987 года сотрудниками местного оздоровительно-рекреационного центра «Bradbury Recreational Center» на одном из деревьев в лесистой местности, прилегающей к учреждению - были обнаружены фрагменты женской одежды. В ходе дальнейших поисков сотрудники центра обнаружили в лесу тело 25-летней Памелы Малкольм, которая была зарезана и подвергнута изнасилованию в извращенной форме.
На следующий день, в ходе расследования убийства Малкольм, полиция в составе 75 человек оцепила территорию лесистой местности площадью около 8 гектаров и провела поисковую операцию, в результате которой были обнаружены еще два женских трупа, которые впоследствии были идентифицированы как принадлежащие 22-летней Синтии Уэстбери и 26-летней Хуаните Уоллс. Обе девушки также были изнасилованы в извращенной форме и погибли от последствий нанесения ножевых ранений. 13 января 1987 года недалеко от места обнаружения тел жертв, было обнаружено тело 22-летней Анджелы Уилкерсон, которая как и предыдущие остальные жертвы была изнасилована в извращенной форме и зарезана. Уилкерсон в последний раз была замечена живой 5 января того же года. Четверо из пяти убитых проживали в юго-восточной части Вашингтона  на расстоянии около 1 километра друг от друга.
Все жертвы, кроме Памелы Малкольм, служащей Патентного ведомства США, являлись безработными. Памела Малкольм проживала на расстоянии менее чем в одной миле от места, где были найдены тела. Судебно-медицинский эксперт, производивший вскрытие тел убитых девушек не сумел установить точную дату смерти жертв. В ходе расследования было установлено, что Памела Малкольм в последний раз была замечена живой 21 октября 1986 года на территории Сьютленда. Вечером того дня, приблизительно в 19:30 она вышла из квартиры, где проживала со своей матерью, с целью покупки пачки сигарет, после чего пропала без вести. Хуанита Уоллс в последний раз была замечена 30 октября 1986 года на территории Вашингтона, где она проживала вместе со своей семьей. В тот день она покинула свою квартиру, где была устроена вечеринка по случаю ее 26-летия и где находились члены ее семьи и друзья, после чего также пропала без вести. Синтия Уэстбери в последний раз была замечена живой своей сестрой 10 ноября 1986 года. Вечером того же дня, Уэстбери покинула свою квартиру для того чтобы встретиться со своим другом но на встречу она так и не явилась, после чего была объявлена пропавшей без вести. Тела Хуаниты Уолсс, Памелы Малкольм и Синтии Уэстбери были обнаружены в состоянии сильной степени разложения, что указывало на то, что их смерть наступила в октябре или ноябре, когда они были объявлены пропавшими без вести, на основании чего, в феврале 1987 года представители правоохранительных органов заявили, что Дороти Миллер, чей труп было обнаружен первым - в действительности была убита после Синтии Уэстбери, чье тело было обнаруженным четвертым по счету.

## Расследование
В середине января 1987 года в полиции округа Принс-Джорджес для расследования серийных убийств была создана целевая группа из 25 сотрудников, которая в течение нескольких последующих дней провела рейд по заведениям, расположенных в кварталах красных фонарей Вашингтона и опросила множество свидетелей, среди которых были друзья жертв, их родственники, соседи, владельцы магазинов, владельцы баров и другие жители города, которые так или иначе могли оказать помощь следствию. В ходе опросов, целевая группа установила, что как минимум две женщины из числа жертв часто посещали  бар под названием «Clancy's», расположенный в юго-восточной части Вашингтона и могли быть знакомы, однако сотрудники бара и его владелец Эд Берд заявили представителям правоохранительных органов, что ни он, ни его подчиненные не знали этих женщин. В ходе расследования полицией был найден свидетель исчезновения Синтии Уэстбери. Молодой человек заявил, что в день исчезновения девушки заметил ее недалеко от ее дома, сидящей в автомобиле золотистого цвета, который вскоре уехал. По словам свидетеля, за рулем автомобиля находился неизвестный ему мужчина в шляпе.
Другая жертва, Хуанита Уолсс, незадолго до исчезновения и гибели была уволена с работы кассиром в Центре питомников и садов «JH Burton and Sons», после того, как ее начальник обвинил ее в мошенничестве при продаже растений в магазине. Согласно судебным документам, в ходе конфликта между Уоллс и ее начальником, Хуанита якобы совершила на него нападение с острым ручным инструментом, вследствие чего впоследствии Хуаните Уоллс было предъявлено обвинение в нападении. Также в ходе расследования было установлено, что как минимум одна из жертв была замечена в занятии проституцией, благодаря чему полиция сконцентрировала поиски подозреваемого среди тех, кто вращался в среде проституток и сутенеров и ранее подвергался уголовной ответственности за совершение преступлений, сопряженных с сексуальным насилием. В ходе расследования в число подозреваемых попали несколько десятков человек, большинство из которых вскоре были исключены из списка. В конце января полиция округа Принс-Джорджес вступила в конфликт с руководителями некоммерческой международной волонтерской организации по предотвращению преступлений, известной как «Ангелы-хранители». Организация была основана 13 февраля 1979 года в Нью-Йорке. Организация получила национальную известность и признание населения США за большой вклад  по борьбе с преступностью в метрополитене Нью-Йорка, вследствие чего в 1980-х филиалы организации появились в 130 городах США и 13 стран мира. Представители «Ангелов-хранителей» появились в Сьютленде и Вашингтоне в конце января 1987 года для патрулирования улиц юго-восточных районов Вашингтона, где проживали жертвы убийств и для патрулирования районов Сьютленда, расположенных рядом с лесистой местностью, где были обнаружены тела убитых. Вступив в конфликт, полиция обвинила членов «Ангелов-хранителей» в создании препятствий для расследования, заявив что жители, которые могут быть осведомлены о совершенных преступлениях, с большей вероятностью предоставят информацию членам «Ангелов-хранителей», чем представителям правоохранительных органов из-за низкого уровня доверия к полиции, обусловленного противоправными действиями сотрудников правоохранительных органов в отношении арестованных и очень низкой правовой защищенности населения, что было зафиксировано на протяжении 1980-х в разных штатах США.
30 января 1987 года в число подозреваемых попал 30-летний безработный житель Вашингтона по имени Олтон Алонсо Бест, который был обвинен в убийстве 20-летней Дженис Мортон, которая работала помощницей медсестры в одной из больниц Вашингтона. По версии следствия девушка была убита в фургоне черного цвета, который принадлежал племяннику Беста - Уильяму Арме, который работал офицером полиции округа Колумбия, и который во время расследования был отправлен в отпуск. 3 февраля около 120 жителей Сьютленда организовали пикет напротив полицейского участка с целью выяснить подробности расследования и выразить обеспокоенность и опасения по поводу совершения новых убийств. В середине февраля представители полиции округа Принс-Джорджес заявили, что улик, изобличающих Беста в совершении убийств других женщин обнаружено не было, но он остался в числе основных подозреваемых.
Впоследствии было установлено, что Олтон Бест был знаком как с минимум с тремя жертвами из пяти, обнаруженных на территории Сьютленда. В начале весны в полицию позвонил человек, который заявил что идентифицировал одну из жертв, как девушку, которую он видел вместе с Бестом в фургоне черного цвета, принадлежащего племяннику Беста, незадолго до ее исчезновения. Также было установлено, что Бест и Арма в 1984 году проживали в квартире дома на территории Сьютленда, который находился на расстоянии примерно одного километра  от лесистой местности, где были обнаружены трупы убитых девушек. В ходе расследования стало известно, что Бест и как минимум одна из жертв увлекались употреблением наркотических средств и приобретали наркотик у одного и того же наркоторговца, который проживал в юго-восточной части Вашингтона. Другая жертва проживала на той же улице, где проживала бывшая жена Беста с их детьми. Несмотря на то что все эти доказательства косвенно указывали на возможность знакомства Олтона Беста с убитыми девушками, сам Бест факт знакомства с ними отрицал. Тем не менее, подозрения в адрес Беста усилились после того, как было установлено что в 1981 году Олтон Бест был обвинен в совершении вооруженного ограбления и похищении людей во время вождения того же черного фургона. Судебные документы сообщали, что  Бест ограбил двух молодых женщин и под угрозой оружия вынудил их забраться в заднюю часть фургона, где он связал их. Жертвы похищения впоследствии утверждали, что Бест говорил им о намерении отвезти их на территорию штата Мэриленд, но время движения фургона девушки сумели освободиться от пут и сбежать из фургона. Несмотря на показания девушек, в конечном счете на тот момент все обвинения с Беста были сняты после того, как было достигнуто соглашение о примирении сторон в связи с заявлением его жертв, которые заявили, что Олтон загладил вред, причиненный им. Черный фургон со следами крови внутри его салона, принадлежащий Уильяму Арме, после ареста Олтона Беста был отправлен в лабораторию ФБР, расположенную в Куантико для проведения различных криминалистических экспертиз. Но в конце апреля представители полиции заявили СМИ, что в результате экспертиз никаких  вещественных доказательств, связывающих фургон с кем-либо из жертв, обнаруженных на территории Сьютленда обнаружено не было. Уильям Арма в ходе допроса заявил следователям, что по просьбе своего дяди помогал ему смывать пятна крови в салоне автомобиля, но Бест якобы утверждал, что это кровь одного из его друзей.
В конечном итоге Олтону Бесту было предъявлено обвинение в совершении убийства Дженис Мортон. Во время судебного процесса, 31-летний Бест при посредничестве своих адвокатов заключил с представителями прокуратуры округа соглашение о признании вины. В обмен на признательные показания в совершении убийства Дженис Мортон, прокуратура округа Принс-Джорджес обязывалась переквалифицировать обвинение в совершении убийства первой степени на обвинение в совершении убийства второй степени и снять обвинение с Беста  в хранении наркотических средств. 10 июня 1987 года на одном из судебных заседаний в Верховном суде округа Колумбия под председательством судьи Верховного суда округа Колумбия Реджи Уолтона, Бест признал себя виновным в убийстве и содомии Дженис Мортон. Во время дачи признательных показаний Олтон заявил суду, что в свободное от работы время встречался с девушками, ведущими маргинальный образ жизни, предлагая им наркотические средства в обмен на оказание сексуальных услуг.
Олтон признался в том, что рано утром 15 января 1987 года он находился в доме своего друга, где вскоре появилась 20-летняя  Дженис Мортон. Некоторое время компания молодых людей совместно употребляла алкогольные напитки и наркотические средства, такие как кокаин, после чего Бест принял решение отправиться к известному ему наркодилеру за новой партией кокаина и предложил Мортон сопровождать его в поездке. Согласно свидетельствам Беста, Дженис Мортон во время поездки отказалась  оказывать ему интимные услуги в обмен за кокаин, после чего он совершил нападение на девушку в  фургоне, в ходе которого  сильно избил ее, подверг содомии и задушил, применив в качестве орудия удушения ее бюстгальтер, который оставил на ее шее. Свою причастность к совершению других убийств он так и не признал, хотя представители прокуратуры округа Принс-Джорджес заявили, что он по прежнему является основным подозреваемым в совершении серийных убийств.
На основании  условий соглашения о признании вины, в августе 1987 года 31-летний Олтон Алонсо Бест получил в качестве уголовного наказания 18 лет и 4 месяца лишения свободы. Несмотря на то, что очевидных доказательств его причастности к серийным убийствам в Сьютленде найдено не было и в последующие годы ему никаких других обвинений никогда не предъявлялось, СМИ и полиция возложили на него ответственность за смерть остальных жертв серийного убийцы, так как по официальной версии следствия убийства после его ареста прекратились.
Во время расследования, Олтон Бест также проверялся на причастность к серии убийств темнокожих молодых женщин на территории Лос-Анджелеса. В феврале 1987 года Джон Сент-Джон и Фред Миллер, два детектива из  оперативной целевой группы по расследованию  17 убийств девушек, совершенных на территории южных районов Лос-Анджелеса прибыли в Вашингтон, чтобы ознакомиться с ходом расследования. Большинство убитых девушек в Лос-Анджелесе  были темнокожими проститутками, которые погибли от удушения или были зарезаны. Впоследствии никаких доказательств того, что серии убийств были связаны друг с другом - обнаружено не было. В последующие годы было установлено, что  на протяжении 1980-х и 1990-х годов в Южном Лос-Анджелесе действовали сразу 6 серийных убийц, которые не имели никакого отношения к событиям происходившим в Сьютленде.

## Серия убийств в Вашингтоне
5 апреля 1987 года на одной из улиц Вашингтона был обнаружен обнаженный женский труп. Личность жертвы так никогда и не была установлена и она проходила в уголовном деле под кодовым именем «Джейн Доу» 10 апреля того же года, когда Бест находился в тюрьме, в полицию поступил звонок от 25-летней жительницы Сьютленда, которая заявила о том, что неизвестный ей преступник попытался затащить ее в свой фургон темного цвета и похитить ее. В ходе расследования этого инцидента , личность похитителя установить не удалось, но было установлено что инцидент произошел на расстоянии одного квартала от дома жертвы  Памелы Малкольм. Полиция все еще проверяла факты, когда  пять дней спустя, на одной из улиц Вашингтона была обнаружена забитой до смерти Донна Николс. 24 июня 1987 года  в лесистой местности на юго-востоке Вашингтона, на расстоянии менее чем в двух километрах от Сьютленда, был найден труп 21-летней Шерил Хендерсон, которой убийца перерезал горло. Еще одна неопознанная жертва женского пола была обнаружена 21 сентября 1987 года на территории жилищного комплекса, расположенного на юго-востоке Вашингтона, при этом полиция Вашингтона отказались обсуждать причину смерти девушки, возможность появления серийного убийцы и возможную связь с убийствами в Сьютленде, так как по официальной версии серия убийств в Сьютленде прекратилась с арестом Олтона Беста.